# 杨恬
杨恬（1920年—2002年），男，江西德安人，中华人民共和国军事人物，中国人民解放军少将，曾任国防科工委后勤部部长。